# Jerry Conine

Zawodnik Washington State Cougars

Gerald Guy „Jerry” Conine (ur. 2 grudnia 1939 w Tacoma) – amerykański zapaśnik walczący w stylu wolnym. Olimpijczyk z Tokio 1964, gdzie zajął szóste miejsce w kategorii do 97 kg.
Odpadł w eliminacjach na mistrzostwach świata w 1965 (w obu stylach) i 1966 roku.
Zawodnik Washington State University. Grał też w futbol amerykański i piłkę ręczną. Jego syn Jeff Conine był baseballistą w Major League Baseball.

## Letnie Igrzyska Olimpijskie 1964
| Konkurencja      | Rundy eliminacyjne       | Rundy eliminacyjne     | Rundy eliminacyjne | Rundy eliminacyjne     | Klas. końcowa |
| Konkurencja      | Przeciwnik I             | Przeciwnik II          | Przeciwnik III     | Przeciwnik IV          | Miejsce       |
| ---------------- | ------------------------ | ---------------------- | ------------------ | ---------------------- | ------------- |
| 97 kg styl wolny | Lennart Eriksson (SWE) Z | Francisc Balla (ROU) R | wolny los Z        | Peter Jutzeler (SUI) P | 6.            |